# Bataille de Hefei (233)
Pour les articles homonymes, voir Bataille de Hefei.
Guerres des Trois Royaumes
Batailles
Yiling/Xiaoting - Campagne contre le Wu - Campagne du Sud - Hefei (231) - Hefei (233) - Expéditions de Zhuge Liang - Hefei (234) - Shiting - Liaodong - Offensive du Wu - Xingshi - Koguryo - Gaoping - Expéditions de Jiang Wei (Didao) - Dongxing - Hefei (253) - Shouchun - Cao Mao - chute du Shu - Zhong Hui - Chute du Wu
La bataille de Hefei (chinois simplifié : 合肥之战 ; chinois traditionnel : 合肥之戰 ; pinyin : Héféi Zhī Zhàn) oppose le Royaume de Wei et le Royaume de Wu en 233, pendant la période des Trois Royaumes de l'histoire de la Chine. Elle s’achève par une victoire du Wei.

## Situation avant la bataille
En 230, le Wei construit une nouvelle forteresse à Hefei, pour se défendre contre son rival, le royaume de Wu. La forteresse est appelée "Xincheng" (新城), soit littéralement: "Nouvelle Ville/Forteresse".
En 231, Sun Quan, l'empereur du Wu, prend personnellement le commandement d'une armée et part attaquer Xincheng. En effet, prendre le contrôle de cette forteresse lui permettrait de renforcer les défenses de son royaume, tout en lui ouvrant une voie pour attaquer le cœur du Wei. Cependant, Man Chong, le responsable de la défense de la forteresse, réussit à repousser les assauts des troupes du Wu et déjouer toutes les ruses de Sun Quan. Finalement, l'empereur du Wu, dans l'incapacité de s'emparer de la ville, finit par se replier.

## La bataille
Lors du 12e mois lunaire de l'an 233, Sun Quan lance une nouvelle attaque contre Xincheng. Comme en 231, il prend personnellement le commandement des troupes. Cependant, comme la forteresse est située très à l'intérieur des terres, pour l'attaquer les forces de Sun Quan doivent remonter le cours du fleuve Yangzi Jiang. Cette navigation est tellement longue que les soldats sont obligés de rester sur leurs navires de transports pendant plus de 20 jours.
Man Chong, qui est toujours chargé de la défense de Xincheng, profite de ce délai pour envoyer secrètement 6 000 fantassins et cavaliers tendre une embuscade aux troupes du Wu, près du fleuve. Ainsi, lorsque les forces de Sun Quan mettent finalement pied à terre, elles sont soudainement attaquées par l'armée du Wei. Profitant pleinement de l'effet de surprise, les soldats de Chong massacrent les troupes de Sun Quan; des centaines de soldats du Wu étant tués tandis que d'autres se noient dans la rivière alors qu'ils tentent de fuir. Après sa défaite, Sun Quan n'a pas d'autre choix que de battre en retraite. Peu après, il envoie Quan Cong pour attaquer Lu'an, mais Cong ne réussit pas à prendre la ville et finit, lui aussi, par se retirer.